# Molières, Tarn-et-Garonne
Molières là một xã của tỉnh Tarn-et-Garonne, thuộc vùng Occitanie, tây nam nước Pháp.